# Землянковский сельский совет (Глобинский район)
Землянковский сельский совет (укр. Землянківська сільська рада) — входит в состав
Глобинского района
Полтавской области
Украины.
Административный центр сельского совета находится в 
с. Землянки.

## История
- 1928 — дата образования.

## Населённые пункты совета
- с. Землянки
- с. Корещина
- с. Малиновка
- с. Радаловка

## Ликвидированные населённые пункты совета
- с. Степное